# Grito de Muerte
Grito de Muerte (Sharra Neramani) es un personaje que aparece en los cómics estadounidenses publicados por Marvel Comics. Ha sido representada como un miembro de Los Vengadores y más tarde se reveló que era la sobrina de Lilandra Neramani a través de una madre aún no identificada.

## Historial de publicaciones
Grito de Muerte apareció por primera vez en Avengers # 363 (junio de 1993) y fue creado por el guionista Bob Harras y el dibujante Steve Epting.
Grito de Muerte fue uno de los personajes principales de la serie limitada de tres números de 2011 Chaos War: Dead Avengers creada por el guionista Fred Van Lente y el dibujante Tom Grummet. En una entrevista con Comic Book Resources, Fred Van Lente explicó: "Grito de Muerte era un personaje del que no sabía nada hasta que comenzamos a hablar en la sala sobre a quién podríamos usar en la serie. Ella estuvo genial en Annihilation: Conquest, y esa es definitivamente la encarnación del personaje que soy va a usar. Para mí, su nombre real debería ser "The '90s" porque es la clásica chica mala estereotipada con escote y una actitud de mierda. Es una Shi'Ar que puede o no ser descendiente del villano de X-Men Pájaro de la muerte. Así que es una mujer, berserker, pájaro con el pelo loco, lo que significa que es increíble".
Grito de Muerte tiene entradas en All-New Official Handbook of the Marvel Universe A to Z (2006) #3 - Copperhead to Ethan Edwards, The Marvel Encyclopedia y Official Handbook of the Marvel Universe A to Z (2008) HC vol. 03 - Captain (Nextwave) to Elements of Doom.

## Biografía ficticia
Grito de Muerte es una Shi'ar cuyo verdadero nombre fue tomado por decreto real por razones aún no reveladas, pero se insinuó fuertemente que ella era la hija de Ave de Muerte. Cuando el equipo de héroes de la Tierra Vengadores derrotó a los Kree, la Emperatriz Lilandra Neramani temió por la seguridad del equipo si los Kree intentaban vengarse.
Lilandra luego ordena a Grito de Muerte, por el mismo decreto que tomó su nombre, unirse a los Vengadores como su protector. Grito de Muerte sirvió con los Vengadores durante varios meses mientras ocultaba su juventud (siendo el equivalente a una adolescente). Eventualmente se suavizó y reveló su verdadera edad al entablar amistades cercanas con sus compañeros de equipo Visión y Hércules.
Más tarde, después de que los Vengadores sobreviven a un ataque del villano Immortus, Grito de Muerte decide que sus servicios ya no son necesarios. Le pidió a Hércules que la devolviera al Imperio Shi'ar, donde permaneció.
Finalmente, se encuentra en el imperio Kree, Grito de Muerte es capturada y acusada de múltiples asesinatos. La mantuvieron en una prisión de alta seguridad Kree. Ella es seleccionada para unirse al equipo de la 'docena sucia' de Peter Quill para luchar contra la Falange. Desafortunadamente, su naturaleza retro-shi'ar (y la rabia berserker que pudo haber heredado de su probable madre Ave de Muerte) hace que sea hostil al Capitán Universo cuando el hombre mata a dos de sus oponentes. Creyendo que matar a otra persona es un insulto para esa persona, ataca al Capitán Universo, quien levanta una bola de energía en defensa propia. Grito de Muerte golpea esta bola y explota.
Durante la historia de la Guerra del Caos, Grito de Muerte se encuentra entre las personas muertas que regresan de entre los muertos después de la victoria de Amatsu-Mikaboshi en los reinos de la muerte. Se reveló que su verdadero nombre es Sharra Neramani, la sobrina de Lilandra y aparentemente la hija de Ave de Muerte como se dio a entender previamente. Lilandra había despojado a Sharra de su nombre y la había asignado a proteger a los Vengadores en la Tierra después de que mató a un miembro de su propio pelotón en una borrachera furiosa por un amante mutuo. Es posible que ella, junto con Espadachín y Yellowjacket, pudieran haber sobrevivido también, pero no está claro.

## Poderes y habilidades
Grito de Muerte posee superfuerza, resistencia, robustez, garras afiladas y sentidos mejorados.

## Recepción
Newsarama clasificó a Grito de Muerte como el peor miembro de los Vengadores al comentar que "Grito de Muerte se abrió camino en el equipo, donde se hizo amiga cercana de Hércules y la Visión, quienes pudieron pasar por alto su nombre en clave paralizante y estúpido y sus ridículos tatuajes".